# Jimi Hendrix
James Marshall 'Jimi' Hendrix (Seattle, 27. studenog 1942. – London, 18. rujna 1970.), američki glazbenik. Legenda rock glazbe i gitaristički genij. Bio je pionir, inovator i samouki ljevoruki gitarist koji je presudno utjecao na rock, blues, jazz, soul, R&B i druge glazbene stilove.Poznat je po sviranju gitare sa zubima i iza leđa. Učio je svirati nadahnut glazbenicima kao što su B.B. King, Muddy Waters, Robert Johnson i Chuck Berry. Na poziv producenta i menadžera Chasa Chandlera (bivši basist sastava The Animals), odlazi u London, gdje započinje svoju povijesnu karijeru s basistom Noelom Reddingom i bubnjarom Mitchom Mitchellom. Nakon Hendrixove smrti izdani su brojni kompilacijski, studijski i koncertni albumi s njegovim neobjavljenim materijalom.
Preminuo je 18. rujna 1970. godine u Londonu.

## Životopis
James Marshall Hendrix poznatiji kao Jimi Hendrix. Iako njegova karijera (od izlaska prvog singla 1966. pa sve do smrti 1970.g.) traje svega četiri godine, priča o njegovoj glazbenoj karijeri započinje puno prije. Još od malih nogu zanima se za gitaru, pa je i prve akorde naučio prije nego što je krenuo u osnovnu školu.
Postoji i jedna anegdota koja je nagovještavala Jimijevu zaljubljenost u sviranje:...Jimi je po svojoj sobi ludovao i zamišljao da svira gitaru kada mu je došao otac s metlom i rekao da pospremi sobu. Otac je otišao s mišljenjem da će mu sin napraviti kako mu je rekao, a kada se vratio našao je Jimija kako spava s metlom preko sebe kao da drži gitaru. Probudio ga je i upitao "Šta si radio?", a Jimi mu je odgovorio "Svirao sam metlu!".
Utjecaj na malog Jimija ima Al Hendrix, njegov otac koji svojim blues i jazz kolekcijama ploča stvorio prve uzore kao što su legende Howlin' Wolf, Muddy Waters, B.B. King, Robert Johnson... Primijetivši veliko zanimanje za glazbu Al radi i drugi veliki korak u Jimijevom putu prema legendi, s petnaest godina kupuje mu električnu gitaru. Gitara je bila za dešnjaka, a kako je Jimi bio ljevak prilagodio ju je sebi tj. okrenuo je žice. Sa 16. g. u srednjoj školi osniva svoj prvi sastav. Hendrix bez gitare nije Hendrix, čak i na wc je išao s njom. Toliko je vremena provodio s njom da su se stopili jedno s drugim. 
Zbog obaveze 1961. godine prijavljuje se u vojsku, a već sljedeće godine otpušten je iz vojske radi teške ozljede, koja je uslijedila nakon skoka s padobranom. Nakon povratka iz vojske započinje glazbenu karijeru.
Zbog prekomjerene doze tableta za spavanje i vina 18. rujna 1970. u hotelu Samarkand u Londonu, gdje je odsjeo s djevojkom Monikom Danneman, umire jedna od najvećih ikona rock glazbe. U 27. godini života umro je ležeći pokraj djevojke koja, da je bila budna, možda je mogla spasiti njegov život. 2009. godine britanski mediji razbuktali su ponovno priču da je Hendrix ubijen od strane svog tadašnjeg menadžera Michaela Jefferya, koji se umorstvom Hendrixa (uz pomoć ubojite kombinacije boce vina i tableta za spavanje) spasio od bankrota.
Posljednje riječi Jimi Hendrixa koje je napisao noć prije smrti: "The Story Of Life Is Quicker Then The Wink Of An Eye The Story Of Love Is Hello Goodbye Untill We Meet Again".    
Jimi Hendrix je sahranjen na Grenwood Memorial Cemetery u Rentonu, predgrađu Seattlea, država Washington, SAD.

## Glazbena karijera
Najviše je svirao kao pratnja poznatim muzičarima toga vremena (Sam Cooke, Ike & Tina Turner, B.B. King, Wilson Picketta,...). Nakon napornih turneja zaustavlja se u New Yorku i svira u Cafe Wha gdje se upoznaje s Chas Chandlerom, bas-gitaristom grupe The Animals i tu počinje njegov pravi glazbeni početak.
Chas Chandler i Michael Jeffery postaju mu menadžeri, i nagovaraju ga da dođe u London, tu je na inicijativu Chandlera osnovan trio The Jimi Hendrix Experience. Uz Jimija još nastupaju Mitch Mitchell kao bubnjar i Noel Redding na bas-gitari. Premijerni nastup su imali u pariškoj dvorani Olympia, a u jesen 1966. snimaju singl "Hey Joe" koji je završio na 6. mjestu britanske top liste. Poslije toga izlazi drugi singl, možda i najpoznatija Hendrixova stvar "Purple Haze" koji dolazi na 3. mjesto.
Na preporuku Paula McCartneyja, Hendrix odlazi svirati na dobrotvorni Monterey Pop Festival (o kojem je D.A.Pennebaker snimio dokumentarni film "Monterey Pop") koji se održao pred 50.000 posjetitelja. Uz Hendrixa na festivalu su nastupili: The Who, Otis Redding, The Byrds, Greatful Dead, Jefferson Airplane, Big Brother & The Holding Company, The Mamas & the Papas, Canned Heat... Svojim odličnim nastupom i žrtvovanjem gitare Hendrix se pokazao kao najkreativniji gitarist, što se moglo vidjeti i na debi albumu "Are You Expirienced?", koji je došao na drugo mjesto britanske top liste, a nakon festivala i na peto mjesto američke top ljestvice. 
Jimi se koristio isprekidanim rifovima, rasturajućim feedbackom i srceparajućim wah-wah pedelama, svirajući svoj Fender Stratocaster iza leđa i iza vrata, pa čak i zubima svojim je showom privukao i mnoge poznate glazbenike (Eric Clapton, Jeff Beck,...) na svoje svirke.
Zbog međusobnog neslaganja 1969. sastav se razilazi, a Hendrix se vraća u Ameriku. Nakon povratka svira po festivalima od kojih je zasigurno najvažniji Woodstock, do tada najveći festival gdje je i premijerno odsvirao američku himnu – "Star Spangled Banner", pred više od 400.000 ljudi. Nakon Woodstock-a okuplja novi  Band Of Gypsies u kojem nastupaju samo crni glazbenici. Izdali samo jedan i to live album snimljen na dočeku 1970. u Filmore East dvorani u New Yorku. Tijekom koncerta u Madison Square Gardenu u New Yorku, Hendrix je na zaprepaštenje svojih fanova, a i ostatka sastava, jednostavno usred nastupa otišao s pozornice i time dao do znanja da više ne želi nastupat s Band Of Gypsies. Nakon odlaska iz sastava vraća se u London gdje ponovno okuplja Expirince i pokušava snimiti novi album, koji se trebao zvati "First Ray Of The New Rising Sun", što mu ne uspjeva zbog njegove tragične smrti.
Nepoznat je broj neslužbenih albuma na kojima svira Jimi, od službenih izdanja izašli su:
- Are You Experienced? (1967.)
- Axis: Bold As Love (1967.)
- Smash Hits (1968.)
- Electric Ladyland (1968.)
- Band Of Gypsies (1970.)
- Cry Of Love (1971.)

Al Hendrix nakon niza sudskih i pravnih borbi 1995. ipak dobiva pravo naslijeđa na sve Jimijeve glazbene uratke, te izdaje video kasetu o snimanju LP-a "Electric Ladyland" uz pomoć Janie Hendrix-Wright (Jimijeva sestra).
9. ožujka 2010. godine objavljen je album pod nazivom Valleys of Neptune na kojemu se nalazi 12 studijskih snimaka. Pjesme su remasterirane i do sada nisu komercijalno objavljene niti na jednom Hendrixom albumu. Snimke su nastale 1969. godine sa sastavom The Jimi Hendrix Experience kada je Hendrix prvi puta zasvirao s basistom Billy Coxom.

## Diskografija
The Jimi Hendrix Experience
- Are You Experienced (1967.)
- Axis: Bold as Love (1967.)
- Electric Ladyland (1968.)

Jimi Hendrix/Band of Gypsys
- Band of Gypsys (1970.) (uživo)

Postumni albumi
- The Cry of Love (1971.)
- Rainbow Bridge (1971.)
- War Heroes (1972.)
- Loose Ends (1974.)
- Crash Landing (1975.)
- Midnight Lightning (1975.)
- Nine to the Universe (1980.)
- Radio One (1988.)
- First Rays of the New Rising Sun (1997.)
- South Saturn Delta (1997.)
- Valleys of Neptune (2010.)

## Citati
| „ | Zanimljivo je kako većina ljudi obožava smrt. Ustvari, rodiš se tek kad umreš. Moraš umrijeti da bi te cijenili. | ” |
|   | |   |